# Gordon Eszter
Gordon Eszter (Budapest, 1974. szeptember 16. –) magyar fotográfus, egyetemi oktató.

## Életpályája
Édesapja Gordon István. Gyermekkorát Varsóban töltötte. Budapesten érettségizett, majd a Práter utcai fotó szakmunkásképzőben szerzett képesítést. AZ ELTE-n diplomázott (1999), előbb angol-orosz nyelv és irodalom tanári szakon, majd kulturális menedzseri diplomát is szerzett (2001). Szabadúszó fotográfusként tevékenykedik, 2013-től a Metropolitan Egyetem oktatója. 2002 óta hivatalos fotósa volt a Bárka, a Nemzeti, az Örkény, az Operett, a Gólem színháznak. Korábban a Nemzeti Örökség Minisztériumának fotósa is volt.